# 月光下的異世界之旅
《月光下的異世界之旅》是日本小說家在「成為小說家吧」網站上連載的奇幻小說。漫畫版2015年6月開始在《Alphapolis Comics》上開始連載。於2021年7月至9月播放全12集電視動畫系列。2021年9月22日宣佈將製作第2季《月光下的異世界之旅第二幕》
，2024年1月播出。2024年6月25日宣佈將製作第3季《月光下的異世界之旅第三幕》

## 世界觀與用語

### 空間、世界、組織與地理
原初世界
即地球，深澄真原本所在世界。沒辦法收到神明的加護，不管是魔力還是肉體都承受非常重的負擔，也就是說事實上是有魔力的存在，只是魔力總是被外界壓力封印在身體的深處；因此，居住在這個世界上的大部分人甚至無法感知到魔力；不過，極少數的人會注意到自己內心的力量，能够打破壓力，使其表現出超常的力量。
亞空
本來的亞空
上位龍「蜃」製作的原始異空間，僅僅是一片黑暗且虛無的空間，主要是用來把敵人關進去蹂躪。似乎在蜃與深澄真契約時，無意識地被消滅了。
亞空X
巴使用固有能力「亞空」製作出的某個異空間，用來測試一些功能。
亞空世界
在上位龍「蜃」和深澄真契約後，沒人清楚發生什麼事情的狀況下而出現的亞空世界，巴第一次進入這個世界後也在問這是什麼地方。這個世界有大地、河流與山脈等，到處長有樹林、果樹等等，基本上都是來自地球的動植物，而且蔬菜、水果的味道都很好；夜空掛滿了地球上可見的星座，不過是南北半球可見的全部星座交雜在一起同時出現。
有很長一段時間以為「亞空世界」是「本來的亞空」變質而成的東西，後來有一次集合會用霧門的幾個人以互相禁止和允許出入亞空的狀態為條件，確認是否可以出入，結果只要深澄真禁止，連巴也不能干涉亞空，也就是說，這個「亞空」和巴的能力嚴格來說是不同的；本來為了更容易區分，也想將「亞空(世界)」改成別的名字，但因為巴興沖沖地想改名成「御江戶」而作罷。
最初的都市／第一都市
最先開放外來種族移居的地方，由大家一起興建起來的都市
- 領主館

由住民為亞空之主建造的大型建築，內有寬闊的集會場所。
- 鬥技場

長的像是古代羅馬的圓形競技場，通常用來舉辦亞空排名賽。
- 海市蜃樓都市

又叫做「霧之都市」。在外來人族冒險者引發的爆炸事故後，另外在第一都市的一角設立的隔離區，並僅限一部分有一定實力的住民可以與訪客接觸，而訪客可以挑戰守門人，經守門人評估其實力與人品後，覺得可以放入主街道後才放行。
TM新兵訓練營
位在某處佈滿危險動植物森林的外圍部，通稱為「樹園」的地方，用來訓練技術還不到家的人員，後來也兼作葛葉商會的新進員工訓練。附近有香蕉樹。T是代表巴（Tomoe），M原本是代表真（Makoto），但是真不怎麼參加訓練，後來則是改為代表澪（Mio）。
港口都市／第二都市
位在最初的都市東北方，由大海中的海中族群與海陸兩棲族群所建築與居住。主要由魔族的莎莉來管理。
海底都市／海中都市
海王的都城，海王等海中族群住的地方。在海中生活的人們大都把這裡當作都城來生活，與陸地上的聯繫也沒有問題。因為設置了巴謹製的霧門，所以可以直接去港口都市，也可以去最初的都市。郊外還有建在海溝底的「收容所」。
- 芍藥宮

位在城市中央的行政廳，海王們居住和工作的行政中樞，城市由此呈放射狀向外延伸。取名來由是從巴那邊聽到的「站如芍藥、坐如牡丹、行如百合」（形容姿態優雅美女的日本諺語）。設施有牡丹塔與。
神社區域
由三神製作的區域，環幫忙管理，是深澄真擊破付喪神「薩馬爾」後才現蹤的區域。有三座不同宗教風格的神社、寺廟、希臘式的神殿（帕德嫩神殿樣式），可以供人參訪，從正面看過去，中間是神道的神社，右手邊是佛教的寺廟，左手邊是希臘式的神殿。自從真把亞空住民帶來賞花宴後，大家經常透過互連的傳送門來附近遊玩。
戶外有著各種趣味各異的櫻花，還有在夏天和秋天盛開的櫻花。值得一提的是，這裡有全世界第二棵不是嫁接生長的染井吉野櫻，因為染井吉野櫻是姬神和人類之間的契約而誕生的奇跡之櫻，是與神明有關的特殊櫻花樹；環不知道從哪裡弄來染井吉野櫻種子，並打算將它培育成神木。
在三座寺社神殿內，供奉著積蓄魔力的容器，也就是「御神體的卵」，寺廟和帕德嫩神殿的是透明的圓球珠，神社的是裡面有多色的光搖曳著的圓球珠，珠中的光是人們貢獻的魔力。每當人們參拜時，會將奉獻的微量魔力儲存到裡面（在地球參拜也是會貢獻魔力），圓球珠（御神體的卵）在魔力累積的過程中會變成具體的東西，也就是御神體。
異世界
在女神降臨後，經常被稱為。儘管女神經常自吹自擂是唯一神，但是似乎還有一位創造神的存在，當大黑天等三神到異世界找女神時，等待接見期間大黑天就協助祂消滅一些平行世界，或許只有大黑天那種上位的神明才有辦法探知創造神那種位階的存在。
主大陸
雷道去拜訪帕多利克先生時看到了未完成的世界地圖，長的很像日本列島（不包含北海道），瀨戶內海等內海的位置則是高山。
以下列出的國家或區域是按照從北向南來排列。
魔族領／魔族支配領域
大陸北部的極寒之地，許多區域是全天永夜。
古都
有精靈神殿。附近有火山，是上位龍「阿茲瑪」的住所。
新都
位在不凍港的旁邊。
凱利尼翁
伊利西翁的附屬國，也是深澄真父母的故鄉，位在伊利西翁西北方。在魔族侵攻中淪陷，連王族的系譜都沒有留下來，甚至連國名也已經被世界遺忘了。
深澄真在魔族大舉進攻利米亞王國王都時，命令巴和澪帶領自願參戰的亞空居民前去佔領。是個既沒特產又沒有資源豐富的區域，因為未開發的地方也很多，佔領後開始開發溫泉資源；另外也弄出懸崖作為國境，警備由具備飛行能力的翼人負責，不允許他人侵入。有打算建國，但是要等基本建設與民生經濟做好才有可能實現。
冒險者公會 凱利尼翁支部
佔領後商請冒險者公會會長法爾斯來開設的冒險者公會支部。
葛葉商會 凱利尼翁辦事處
租借某棟房屋作為葛葉商會的辦事處，順便設置轉移用的霧門，方便帶其他人過來。
魔之山
溫泉的源頭山脈，山上有許多雪系魔物。準備挖出溫泉後，建設熱水渠道到山下的市區，讓冬天的水路可以保持暢通。
- 魔之山溫泉鄉

有鱗、毛、水棲、大型等適合各個種族的多樣化戶外浴池。還有岩石浴、檜木浴、打浴、腳底按摩、流水浴等溫泉休閒設施。主要是模仿江戶的溫泉療養場。
伊利西翁
10年前的五大國之一。篤信女神的宗教國家，被魔族所滅並佔領大半。
史戴拉要塞遺跡
在伊利西翁的中央偏南，以前是由伊利西翁、利米亞王國、古麗托尼亞帝國三國一起興建的，曾有大軍駐守。在女神的要求下，被某個魔人物理性的陷落，現在則是缽狀荒地。
利米亞王國
當前四大國之一，位在古麗托尼亞帝國西邊。
烏爾
首都。在魔族大舉進攻後，過半城區成為廢墟。
梅里斯湖
上位龍「流卡」的住所，需向王家申請才准進入，由王國管理的特殊湖泊，是和龍簽訂契約後王家保護的地方。與其說是上位龍的地盤，不如說是利米亞國內最危險的練習場。位於附近的巨大國定公園附近，包括周圍廣闊的森林、草原和幾座山丘都是集中在一起的。入場有東西南北四個門，可以自己選擇要進入的門，東門最危險。
星湖
被某個魔人轟出來的人工湖。
古麗托尼亞帝國
當前四大國之一。位在利米亞王國東邊。
盧伊納斯
首都。
羅賓
交易都市，黃金街道的北端。
白色砂海
深處有上位龍「格隆特」的住所。
黄金街道
橫貫大陸中央的大道，這個世界上最安全、最昂貴的道路，數十公尺寬的道路在高牆的保護下連綿著。位在最北端的城市是「羅賓」，位在最南端的城市是「齊格」。
在各個中繼地點的城鎮上設定了轉移魔法陣，轉移的形式是從連接的城鎮一個接一個地轉移，沒辦法直接傳送到遠方的城鎮。物品轉移的成功率很低，破損也是家常便飯。不搬運行李的重要人物，選擇不使用轉移魔法陣而慢慢在街道上旅行，是因為「使用黃金街道」代表某種身份。所以，即使設置了轉移魔法陣，黃金街道本身還是會被利用的。
艾昂王國
當前四大國之一，位在利米亞王國西南方，普通的王政國家。是一個重視情報收集的國家，在國內自有土地上開商店的制約是前往其他國家做生意時必須一邊進行間諜行為。被稱為草原大國，是採用氏族部族聚集在一起支撐王室的治世方式，對騎兵部隊很自豪。在國內發生革命與齊格獨立戰爭後，國力衰退。
博茲達
首都。
學園都市羅茨加德
位於大陸中央附近，是一個規模超過小國的學園都市群。羅茨加德是許多城市的集合體，以現在的中央城市為中心，周圍像衛星一樣散布著許多城鎮，擁有各具特色的教育機構。
中央都市 羅茨加德
- 羅茨加德學園

也被稱為「中央學園」。最優秀的學生聚集在這裡，但有點過度自滿的風氣，雷道前往擔任講師的學園。
- 葛葉商會 羅茨加德分店

葛葉商會在學園都市的分店，裝設在店門口寫著商號的雲片柏招牌上刻著兩個漢字「葛葉」，而懂得「賢人文字」的彩律則是讀成</ref>」，是葛葉商會的二號店。
營業項目與商品有傷藥、通用的解毒藥、解熱與止痛等多種功效的所謂感冒藥、提高一時對應能力的强化藥、營養飲料、切好的亞空水果，修繕武器等等。
原本的店面在變異體事件時全毀，必須找地點重建；因為學園附近的建築也全毀，得以購入土地作為新的二號店用地，新地點比較靠近學園，雷道在午休時間還可以回店裡吃飯。
- 五鐵亭

露莉亞任職服務生的餐廳，識非常喜歡吃這家的鍋物。
- 冒險者公會 總部（冒険者ギルド本部）

冒險者公會剛創立時，總部是設在伊利西翁。現任公會長法爾斯經常到葛葉商會串門子。
- 廢墟區

萊姆前去調查的問題區域，調查對象是中到大規模的組織，在建築設施內有在進行人體實驗，內容極其惡劣，沒有發現任何一個處於可恢復狀態的受試者，主要是給藥與嵌合體實驗，以提高戰鬥能力和魔力為主要目的。
- 反女神組織

反對女神的人聚集在一起，但是規模不明。因為是秘密主義，所以成員們的臉都不怎麼被人知道。各種各樣的人種技術和知識的共享形成了作為組織的影響力和實力。還沒有在表面社會露面，和哪個勢力都沒有關係。
洛雷爾聯邦
當前四大國之一，位在大陸東南部，西側、北側和南側有相當一部分是高聳的山脈，南邊越過高山就是海，西邊是荒野，北隔黃金街道是艾昂王國的勢力範圍。深受賢人（日本人）影響的國家，有漢字的文化。三個國家合為一體的聯邦國家，據說是三個小國聚集在當時之巫女的名義下而成立的。因為和精靈的距離很近，比起女神更傾向於對精靈抱有强烈的信仰。
想保護不幸的賢人們不被這個世界受到不正當的歧視。引以為豪的戰鬥力是龍騎士，是乘坐飛龍的空中部隊，據說還有其他主要乘坐地龍的地面部隊。
直伊
首都，古名是，深澄真猜測是來自於古事記的神。
神直伊
副都，第二大城市，東部最大都市，深澄真猜測都市名字是源自於古事記的神。
- 千尋萬來飯店（千尋万来飯店）

神直伊最好的旅館，中華式飯店。特藏料理是炒飯，沒列在菜單上，要特別點單才能吃到。曾經有富豪家族說要去地下迷宮三層看菜園，飯店就派出冒險者護衛他們前去，毫髮無傷地回來。
水羽
東邊關口城市，第三大城市，被稱為「東之玄關」。
八十勝伊
在神直伊北方的區域，包含溪谷和巨大地下迷宮（不是天然洞窟，而是人為製造的迷宮，似乎跟某位賢人有關），古名是。地下迷宮區域是上位龍「度瑪」的住所，每一層有不同的名字。
- 地下迷宮20層： 玫瑰花園

靈龜山脈
聯邦北方國境的高山。
都市國家齊格
此區域原屬於艾昂王國（王族的小嬰兒第四王子所有），是艾昂第二富裕的都市。當艾昂王國發生革命時，齊格趁機宣佈獨立，在齊格獨立戰爭後成為獨立的都市國家，並以齊格為國名。
齊格
位在大陸西南部的大城，現為都市國家齊格的首都。往南是世界的盡頭（荒野），作為荒野的入口城鎮；東北地區是黃金街道的入口，也就是黃金街道的南端。齊格東西兩側被稱為天然外牆的高崖所保護，南北兩側則被居民們築起的高聳堅固石壁城牆所保護，面向盤踞著強大魔物的荒野的南部，有著特別堅固的外牆保護。獨立後開始大興土木。
- 雷佐大街

從黃金街道延伸到市中心的最顯眼的大馬路。
- 議事堂

議會的所在地。獨立後新建的建築物，外觀像是神殿之類的，莊嚴肅穆。
- 連布蘭多商會

齊格最大的商會，五大商會之一，代表是帕多利克·連布蘭多。
- 米利歐諾商會

荒野方面的素材的批發商。葛葉商會營運初期，因為巴等人帶來的大量素材有可能造成市場崩跌，本來打算和幾個批發商聯手進行妨礙，後來莫里斯居中協調，決定在謀求共同利益的前提下，一起調控素材的販售狀況；同時也受此影響，幾家中堅批發商倒閉，取而代之的是米利歐諾商會一下子名聲大振。
- 埃雷歐爾商會

專門買賣土地建築。葛葉商會剛開始購買的土地實質上就是來自這家商會，但是土地合約上有動過手腳，由帕多利克出面協調把合約變更成真正的買賣契約書。
- 巴特瑪商會

齊格五大商會之一。從一個路邊攤發展到餐飲界的老大，長期致力於發展不屈服於暴力的飲食業，在同行之間齊心協力，重視橫向聯系，推進合作，從而產生了「群商會」的系統。原本幫助許多弱小攤販，但在齊格獨立後，準備整併一些弱小攤販。安雪絲老家。
- 路西利商會

巴特瑪商會的下屬。看上雷道推廣的米飯，準備推出飯糰等食品作為便當之類的。
- 穆佐商會

齊格五大商會之一，素材市場之雄。
- 卡普爾商會

齊格五大商會之一，負責貨物流通的最大商會。現任代表是老婦人，本來要用自己名字作為商會名字，但是登記時寫錯，只好將錯就錯。齊格獨立後，大力推動快速馬車等流通系統。
- 布朗茲曼商會

齊格五大商會之一，以鍛造為中心結眾多工匠，代表是。齊格獨立後，成立魔建築工班，專門搭配魔術師來高速施作建築。
- 葛葉商會

雷道來到齊格後創立的商會，最近急劇成長的商會，營業型態是。還有所謂的「外商部」，或者說是行商部隊之類的東西，成員除了「藥的森鬼」們，也包含翼人和戈爾貢。
剛開始是租借連布蘭多商會其中一棟建築作為一號店（為了不被強迫當間諜），此時的店面較小，約有四個森鬼或是戈爾貢作為店員，以賣水果等亞空的產物和藥品為主，還有矮人駐點販賣或維修武具。
後來在自購的土地上興建了地下一層、地上四層的樓房作為總店，新的一號店內有員工用魔導升降梯（雖然有魔力的控制，廣度和消費魔力的效率等問題）等新穎設施。一樓是販賣一般食材與澪監修的餐飲處；二樓是一般藥品與製藥委託商談；三樓是日用或是有趣的雜貨，亞空產的陶器、工藝品等；四樓是辦公處，設有展示櫃，會定期更換展項，展示的內容會用魔術投影到一樓給大家看；帕多利克非常喜歡引擎模型，其他商會也從不同展項裡學到許多有用的知識。
- 威茨孤兒院

萊姆出身的孤兒院。在齊格獨立戰爭時，被葛葉商會用魔建築（將魔術用在建築上的混合工法）的手法改建為新式建築，因此吸引其他商會的相關人士前來觀摩，並將相關技術用在修建齊格對外防禦壁上。
- 肉店

餐飲店，雷道第一次到齊格時，和其他冒險者聚餐的地方，餐點有。
- 冒險者公會 齊格分部

為了因應越來越多的冒險者，齊格分部改成兩棟建築物，從正面看過去左邊是針對荒野的，右邊是一般的，委託也是分成兩邊。
古蘭
齊格以北的港口城鎮，在齊格獨立戰爭中支持齊格並請求庇護。原本算是個小漁村，在澪前往尋找昆布後，開始有矮人們前往造船，也有些人前往學習造船，葛葉商會也在那裡買了海產，因此城鎮規模越來越大。附近海裡採到的水晶珊瑚可以製作出對水屬性有強力耐性的防具。
盡頭的荒野
大陸南部盡頭蠻荒大地，也稱為「世界的盡頭」，簡稱「荒野」。除了有魔物外，還有被人族排擠的其他種族居住在此。荒野南部幾乎沒有人族或是亞人居住。
大部分是未開化之地，造成這種狀況的理由有很多。首先是惡劣的環境。晝夜溫差異常大，作物長不起來。而且幾乎沒有地方能拿到正常的水。要進入荒野，冒險者的最低等級基本上是等級95。
基地
感覺像是村落，實際氛圍是類似難民營裡毛躁的氣氛，雖然設備並沒有達到可以說是基地的程度，但是好像被叫做基地。帳篷很多，但根據區劃不同，也有木結構整齊的建築物（雖說只是木屋的程度）並列。住宅與店鋪情况大不相同，精緻的石造建築也隨處可見。這裡的人主要是以學習和資源探索為目的。外牆通常是用粗的木柱搭建。
- 臨河

離開齊格後往西南前往荒野的第一個基地，也就是說在荒野建立的最初基地。離市區只有幾天的距離，對於打算正式探索的冒險者來說，這裡是最初的目標。
- 暗土
- 破圖
- 血穴
- 尾亂
- 絕野

最深入世界盡頭荒野的基地，也是深澄真來到異世界後第一個進入的人族城鎮，距離齊格約一個月路程。毀於兇惡魔物（巴和澪）的攻擊中，只剩下一棟完好的旅館。
提納拉克森林
位在臨河、破圖、血穴三個基地北方的廣大森林，長有許多提納拉克草，也是森鬼從很久以前就管理的藥草園。距離齊格約半天路程。
石樹之森
距離臨河基地約一小時。大量生長石樹的地方，石樹是總稱為礦樹的荒野素材中的一個，使用範圍也很廣，相應的價值也很高。
神山
上位龍「蜃」的住所，有著非常高的尖山。位在遙遠的西南方，距離絕野基地約一個月路程。
深澄真初到異世界就是被女神從距離神山約3天路程的高空丟下來。

### 生命體與種族
上位龍
各體上位龍詳細內容可以參見上位龍。
人類
比人族更古老的傳說種族。舊時代的居民的名字，也被稱為人族之祖。
人族
異世界主要種族，受女神寵愛，經女神改造過遺傳子，特點是外表全部都很美，但是能力比較差。
高地歐克
豬型獸人系魔物（人族分法）。住在高地的歐克一族，艾瑪的種族。後來有部份種群移居到亞空。
歐克
豬型獸人系魔物（人族分法）。本作男性歐克臉像、女性歐克像。
古種矮人
古代種的矮人，簡稱，具有製作神器等級武具的能力。貝倫的種族，後來有部份種群移居到亞空，負責建築的建設和修繕、武具的製作等。
矮人
大地屬性的妖精族，外表和古種矮人沒什麼不同，女性矮人沒有鬍子。
迷霧蜥蜴(人)
蜥蜴型獸人系魔物（人族分法）。具有藍色鱗片蜥蜴外觀的人形直立行走種族，卵生。同時有水和風屬性，會使用水或風的吐息，是一種非常罕見且强大的物種。
巴的眷屬，因為很久以前的祖先懇求對他們有恩的上位龍「蜃」，將他們作為眷屬來服侍她，從那以後他們的鱗變成了藍鱗。雖然是蜥蜴(人)的一個種族但也獲得了幾項接近龍的能力，即使在環境惡劣的荒野中也能維持正常的生活。移居到亞空後，主要負責各個集落的警衛工作，開拓農地用途的場所，以及調度資材和食物等。
人形蜘蛛
蜘蛛型獸人系魔物（人族分法）。外表有節肢的種族，上半身是人形，下半身是蜘蛛。可以在體內製造出稀有的物質，也有古代鍊金術的知識。澪的眷屬，移居到亞空後，主要住在森林和山岳部。
森鬼
比森精更古老的種族，森精的原型，有部份人自稱為。褐色的皮膚、白髮、紅色眼瞳（動畫版則有不同顏色），沒有尖耳朵。
因為不認同那些決定完全和森林同化方針的同族，所以自己放棄了和植物的對話能力；他們把以樹木為首的植物以及森林作為「管理對象」來考慮。不是信仰和關愛的對象；如果能聽見聲音、能溝通、能說話的話，對他們來說都是不好的影響。與精靈訣別，當然也沒有對女神的信仰。有些人認為自己和森精是完全不同的種族。
森鬼失傳的能力是「樹刑」，狀態異常系獨特技能，將對象變成樹木的刑罰，技能幾乎在一瞬間發動，幾秒內將對象變成樹。變成樹木的人們，隨著歲月的流逝，慢慢失去意識，最終失去記憶；因為變化後的一段時間(數年到十幾年)還會有原來的感覺，所以如果枝葉被折斷或表皮或內部受傷，就會感到疼痛。
移居到亞空的森鬼，除了訓練外，有被派到葛葉商會作為接待人員的，也有作為行商兼間諜派到世界各地。巴原本打算如果志同道合的話，就讓他當類似伊賀或甲賀的忍者。
森精
有著尖長耳朵，遠祖之一是森鬼。住在森林裡的森精，他們是在森林裡尋求精靈的力量，並共同生活；也有住在湖、海、山上的一族。也會吃肉，應該是雜食性的。
翼人
背部有翅膀可以飛行的人形種族（被視為亞人）。翼人是帶著鳥的翅膀或者蝙蝠的翅膀出生的，那個差異只是因為那個孩子的力量不同；翅膀的顏色也有不同，並依照黑白來區分；也就是說存在四種翅膀。排在第一位的是白色蝙蝠的翅膀，接下來是白色鳥的翅膀，然後是黑色的蝙蝠和鳥的翅膀。
翼人的特殊能力是變身成巨鳥的能力，不過用狀態異常解除的術就可以解除巨鳥化；特技是特攻，在身上包附風的魔力和身體的強化。雖然身體能力不太高，但是魔力在各種族中也是頂級的，被視為天生的精英。後來有部份種群移居到亞空。
戈爾貢
眼睛具有將注視對象石化能力的人形種族（類似美杜莎的能力），被人族視為魔物，起來很像人，但外表卻很古怪。整個種族只有女性，所以必須找其他種族男性來幫忙生孩子，出生的孩子都是戈爾貢族。
移居到亞空後，得到可以抑制石化能力的魔道具眼鏡，想要外出亞空必須鍛鍊到可以自己控制石化能力；外出亞空的戈爾貢，娼館占半數，商會的週邊人員和店員半數。
阿爾艾雷梅拉
類似妖精的生物，自稱是比妖精還偉大的存在，似乎是妖精族的變種。是妖精和精靈的中間人，如果是下位精靈的話，可以干涉和處理。種族名字很難記，識也記錯，還一臉認真地說出記錯的名字。
第一次想移居亞空，但是因為對真不敬而惹艾瑪生氣，被她說直到能打倒雙頭犬利茲後，再回到亞空才允許移居。但是一直沒有收到聯絡。
第二次又想移居亞空，艾瑪諷刺他們說沒回到亞空報告還想移居，最後還是讓他們住到某個狼群勢力範圍的森林裡，然後很漂亮的被踢散了，於是以國王為首的全族都對艾瑪土下座，被真說是「有艾瑪恐懼症的妖精」。
沙華魚人
頭部像河童一樣托著盤子（因此被真稱為海河童），是中西合璧的半魚人。綠鱗是男性，鮮豔的紅鱗是女性，男子擔任戰士，擅長部隊戰鬥，也很擅長和水有關的魔法。給真的印象是海之高地歐克，戰鬥風格給人的印象接近迷霧蜥蜴。
有部份種群移居到亞空。水陸都可以，主要是在海中生活，家也在那邊。
人魚
下半身是魚，上半身是人身，不好在陸上行走，可以通過使用藥物等手段來暫時變為人形，服藥最重的代價是低燒。作為魔法的使用手法優秀，只是主要在恢復方面。
後來有部份種群移居到亞空，主要住在大海裡，有自己族群的村子。因為喜歡表演和唱歌，和同樣愛好音樂的賽蓮和羅蕾萊也成了好朋友。
青月
巨大烏龜，好像和女神世界的海不太投緣。據說是因為其甲殼在夜晚月光下會散發出淡淡的光芒，所以才被稱為青月。青月與海相交，並留下了孩子，它們在繁殖上不需要對方，而是真的與海生孩子。有1體移居到亞空。
斯庫拉
海洋種族，不知為什麼斯庫拉作為一個種族憎恨著人族，而且對人族非常好戰，明明可以在遠洋的島嶼上安靜地生活，卻故意襲擊船隻，甚至搬到人族的城鎮旁邊。有一個喜歡戰鬥的水手服女孩「列薇」移居到亞空。
賽蓮
上半身是女性，下半身是鳥，手臂是翅膀，是鳥類特徵很明顯的種族。以海邊的沙灘和礁石為主要生活區，她們和人魚一樣是和平主義的種族，也喜歡唱歌。只有女性的種族，這點跟戈爾貢很像。有部份種群移居到亞空，住在近海陡峭的斷崖島。
羅蕾萊
原本是魔族，但是在海裡生活的時候，好像和其他種族一樣發生了各種各樣的變化，是很久以前，在海裡發現活路而消失的魔族亞種。有部份種群移居到亞空。
基本上是人型的，比起海裡，生活在海上更多。戰鬥中會活用旋律與魔術相結合，所以擅長樂器演奏就這樣和他們的戰鬥能力聯繫在一起了。也很擅長舞蹈，還有就是喜歡表演、唱歌；因為這些特質，同樣愛好音樂的賽蓮和羅蕾萊成為了好朋友。人魚和塞蓮唱歌，羅蕾萊負責樂器。
海王
海王可以說是統領世界海洋的海洋守護者，似乎是代替上位龍守護海洋的種族。雖然有各種各樣外表的人，但無論是誰都擁有優秀的能力。有部份種群移居到亞空。
有作為飛腳（江戶時代的郵差）負責流通等工作的鮪魚族，力氣强大的鱈場蟹族主要負責土木、建築、體力工作，以及作為臥煙（江戶時代的消防隊）的鯨魚族等等。
魔族
在女神庇護下的種族，創造出來的也是她，卻不受她青睞。頭上通常有角，擁有藍色肌膚，正因為是那位女神所創造的，所以大家都長得很端正。
後來有1位移居到亞空。
其他人形魔物
哥布林、半人馬、巨魔、魅魔、淫魔、夢魔。
魔獸與非人形魔物
利茲
雙頭魔犬。要討伐單獨一隻是C+級別任務，群體就要B級別的小隊。群居魔物，如果不能迅速消滅，就會集體攻擊。素材回收的話，皮、牙、瞳都是合適的。
雙角獸
頭上有兩隻角的馬型魔獸，歐克或蜥蜴人作為騎馬和拉車來利用。
紅蜂
紅色的蜜蜂魔物，大型犬大小，眼睛不是紅色的。
紅眼蜂
不是紅蜂的變種，而是指以花的花蜜為主食的紅蜂，安布羅西亞的蜜有讓紅蜂的眼睛變成紅色的效果。眼睛含有安布羅西亞成份，可以拿來製作秘藥。
光對付一隻，就需要等級130以上的小隊五人合作，大部分魔法會被抵銷，速度比紅蜂快很多，不僅（尾巴的）針，爪尖的指甲和下巴的大牙也有強力的毒。弱點在腹部，素材有眼睛、頭部、翅膀等。
巨蟻
蟻型魔物，大型犬大小。頭部是弱點，素材有銳利前脚的鐮等等。
蓋因巨蟹
棲息在荒野的巨大螃蟹。被正在武者修行的巴宰掉後，送回亞空給大家煮食，極其美味。雜食動物，而且對草木、昆蟲、動物都毫不猶豫地攻擊，是非常強大的魔物。
影尾猿
棲息在荒野的大型魔猿，尾巴、帶毒的爪子是素材。經常召喚同伴，設置埋伏和奇襲，非常好戰，個體也可以通過合作形成群體，影尾猿是給冒險者帶來巨大危害的麻煩魔物。尾巴是最有名的材料也是其種族名字的由來，活著的時候是像蒙上了黑霧靄一樣的實體和非實體之間的奇妙的尾巴，死後就會像被焦油塞進管子裡的感覺那樣固定為實體，除了能成為強力護符的材料之外，還能成為特殊的武具材料。
史萊姆
把核心小心的打破，會剩下透明的肉體，被拿來當作料理的材料。並不是荒野中兇惡的種族，而是生活在艾昂王國一部分的比較安全的魔物。
劍貓
貓型的魔獸，不僅能用尾巴斬殺，還能刺擊。動作很快。有人會叫牠。有部份種群移居到亞空。
寧芙
女神的隨從。
精靈
本作的精靈比較偏向元素精靈。通常，魔術師只要不專門使用精靈術，大多會被精靈討厭。分類如下：
- 下位精靈

沒有明確的自我，也會作為一個個體存在，本能的自發行動也有相應的存在。
- 中位精靈

作為堅實的個體存在，能够溝通想法的存在很少。對於操縱精靈魔術的眾多術士來說，與中位精靈交換想法並使役之是人生的目標。
- 上位精靈

實力更強於中位精靈之上，君臨屬性頂點的唯一一個存在。世界上只有六體上位精靈，在火水風土光闇中各自存在著一體，作為女神的使者，或者以她為基準的存在而成為敬畏的對象。使用精靈魔術使役上位精靈是不可能的，正因為如此洛雷爾聯邦的巫女世世代代都作為能與水之(上位)精靈交流的存在而備受尊敬。。
各體上位精靈詳細內容可以參見上位精靈。

### 用語
亞空
亞空這詞在本作品主要指以下方面：
- 上位龍「蜃」的固有能力，深澄真與之契約後也會使用。
- 用「亞空」能力建立的異空間，例如「本來的亞空」。

亞人
- 廣義來說，泛指人類、人族以外的人型物種。
- 狹義來說，是指女神在創造完美的人族出現為止的失敗之作，在神的恩惠下存在於世界上，所以對完成形人族應該是作為社會的服務者而盡力。這也是所謂的「人族至上主義」者的論點。

根據種族的不同，作為亞人對待，還是作為魔物對待，意見也各不相同。例如從魔族衍生出來的種族（不是淫魔或是夢魔，這兩者是實際存在的種族，不過似乎和魔族無關）和（兩者是性行為特化的種族），以及戈爾貢也是，都被視為魔物。
亞精靈
幫助魔族的土與火等精靈被蔑稱為亞精靈。這應該是藉由將不聽話的精靈，強行定義為亞精靈，來維持住「精靈都是聽命於女神」的假象。
格蘭特
格蘭特的意義有兩種：
- 追求强大的英雄之中，因功績而被女神或上位精靈所認可，成為其眷屬而重新出生的人。也就是「更新了自身存在的上位者」。
- 得知有別的世界的存在，且渡過世界狹縫的人。

被某個死靈誤認為是人族的上位種、可以穿梭世界，實際上跟種族無關。就算是不知道發生什麼事而穿越到別的世界，因此得知有別的世界的存在，也算是格蘭特。
暗森精
指奔走於魔術探索，拋棄精靈加護的森精，外表跟普通森精一樣，但是沒有保護森林的性格。並非種族用語，更不是指森鬼一族。
魔術與魔法
魔術即魔法，兩者是同義的術語，人族稱魔法為魔術，因為異世界人族佔絕大多數，所以基本上大多以魔術表述。
「咒文」是對自身擁有的魔力加上各種各樣的屬性和變化的詞句，是為了使魔力作為鑰匙產生魔法表現的操作。咒文的詠唱結束後，魔力會成為鑰匙打開世界的門，這樣一來，魔法就會經由干涉世之理而具現出來。
魔彈
初級魔法，所有屬性攻擊魔法的基礎。火屬性的魔彈可以產生火彈，拿來攻擊敵人或是用來點火都很有用；在腦海中描繪出將火焰變成彈丸的畫面，如果能讓火彈像撞擊目標一樣飛出去的話魔彈就完成了。
契約魔法
雙方宣誓締結關係，以獲得各種恩惠的特殊魔法，根據雙方的力量對比，能獲得能力強化或者制約。契約的關係有幾種，五五分的盟約關係、七三分的親子關係、八二分的支配關係、九一分的隸屬關係（弱勢一方成為自我消失、任人擺布的人偶狀態）與十零分的食糧關係（弱勢一方直接被吸收消失掉）。說是支配的契約，實際上是僕人也不為過的關係，僕人可以理解主人用的語言（比如澪可以用深澄真的日本語）；如果被賦予名字的話，就會相應地新增力量，因為和主人的聯繫會變强。盟約的情況下，雙方可以使用契約時用的語言，來互相傳達意思。
念話
是將聲音傳達給對方的比較簡單的魔法之一。不需要特別的素質，但是需要事先使用簡單的詠唱，來互相承認否則會「無法聯絡」，根據發信人和收信人的能力通話範圍會有很大的變化。
貨幣
異世界貨幣
一般職員的月薪是20～30枚銀幣，這個世界常用的貨幣基本是金、銀、銅的貨幣。
- 銅幣

約十日圓。
- 銀幣

約一千日圓。
- 金幣

約十萬日圓。
- 魔銀幣

約一千萬日圓。將具有魔力的（不是秘銀，完全是另一種材質）金屬加工而成的魔銀幣。
- 黃金幣

又稱為「真金幣」，真金金屬製成的黃金幣。好像是已經沒有在鑄造的美術品、超高級的小判一樣，據說價值相當於一座城堡。
亞空貨幣
巴以下跪的氣勢多次懇求真才引進的江戶時代的貨幣，有文、朱、分、兩。1朱250文，1分4朱，1兩4分。一兩等於四千文。

## 創作
小說Web版於2012年2月初開始在「成為小說家吧」網站上連載，並由AlphaPolis公司出版書籍版。此後持續在「成為小說家吧」連載並同時執筆AlphaPolis的書籍版，但是因為2016年時「成為小說家吧」的使用規範有所變更，於是在2016年8月刪除「成為小說家吧」的內容，改在AlphaPolis網站上連載小說Web版與線上書籍版

## 出版書籍
| 冊數 | AlphaPolis     | AlphaPolis                       |
| 冊數 | 發售日期       | ISBN                             |
| ---- | -------------- | -------------------------------- |
| 1    | 2013年5月28日  | ISBN 978-4-434-17953-2           |
| 2    | 2013年10月3日  | ISBN 978-4-434-18369-0           |
| 3    | 2014年2月4日   | ISBN 978-4-434-18860-2           |
| 4    | 2014年6月2日   | ISBN 978-4-434-19324-8           |
| 5    | 2015年2月10日  | ISBN 978-4-434-19771-0           |
| 6    | 2015年5月30日  | ISBN 978-4-434-20673-3           |
| 7    | 2015年9月3日   | ISBN 978-4-434-20960-4           |
| 8    | 2015年12月12日 | ISBN 978-4-434-21315-1           |
| 8.5  | 2016年3月28日  | ISBN 978-4-434-21772-2（番外篇） |
| 9    | 2016年7月29日  | ISBN 978-4-434-22262-7           |
| 10   | 2016年11月30日 | ISBN 978-4-434-22683-0           |
| 11   | 2017年3月31日  | ISBN 978-4-434-23157-5           |
| 12   | 2017年7月21日  | ISBN 978-4-434-23597-9           |
| 13   | 2017年11月30日 | ISBN 978-4-434-24023-2           |
| 14   | 2018年3月1日   | ISBN 978-4-434-24446-9           |
| 15   | 2020年10月30日 | ISBN 978-4-434-24921-1           |
| 16   | 2021年6月23日  | ISBN 978-4-434-29005-3           |
| 17   | 2021年9月28日  | ISBN 978-4-434-29400-6           |
| 18   | 2022年8月24日  | ISBN 978-4-434-30753-9           |
| 19   | 2023年12月15日 | ISBN 978-4-434-32314-0           |
| 20   | 2024年6月27日  | ISBN 978-4-434-34088-8           |

### 漫畫
| 卷數 | AlphaPolis COMICS | AlphaPolis COMICS      | 長鴻出版社    | 長鴻出版社             |  |
| 卷數 | 發售日期          | ISBN                   | 發售日期      | ISBN                   |  |
| ---- | ----------------- | ---------------------- | ------------- | ---------------------- |  |
| 1    | 2016年2月29日     | ISBN 978-4-434-21604-6 | 2024年2月2日  | ISBN 978-6-260-08453-0 |  |
| 2    | 2016年10月31日    | ISBN 978-4-434-22470-6 | 2024年2月2日  | ISBN 978-6-260-08454-7 |  |
| 3    | 2017年6月23日     | ISBN 978-4-434-23287-9 | 2024年3月29日 | ISBN 978-6-260-08667-1 |  |
| 4    | 2018年2月1日      | ISBN 978-4-434-24184-0 | 2024年3月29日 | ISBN 978-6-260-08668-8 |  |
| 5    | 2018年10月1日     | ISBN 978-4-434-25105-4 | 2025年3月19日 | ISBN 978-6-260-09777-6 |  |
| 6    | 2019年6月30日     | ISBN 978-4-434-25990-6 | 2025年3月19日 | ISBN 978-6-260-09778-3 |  |
| 7    | 2020年2月29日     | ISBN 978-4-434-27015-4 | 2025年6月2日  | ISBN 978-6-264-30043-8 |  |
| 8    | 2020年10月31日    | ISBN 978-4-434-28011-5 | 2025年6月2日  | ISBN 978-6-264-30044-5 |  |
| 9    | 2021年6月24日     | ISBN 978-4-434-29014-5 |               |                        |  |
| 10   | 2022年2月22日     | ISBN 978-4-434-29999-5 |               |                        |  |
| 11   | 2022年10月24日    | ISBN 978-4-434-31025-6 |               |                        |  |
| 12   | 2023年7月21日     | ISBN 978-4-434-32322-5 |               |                        |  |
| 13   | 2023年12月18日    | ISBN 978-4-434-33120-6 |               |                        |  |
| 14   | 2024年6月27日     | ISBN 978-4-434-34087-1 |               |                        |  |
| 15   | 2025年2月20日     | ISBN 978-4-434-35336-9 |               |                        |  |

## 電視動畫
在2020年10月20日正式宣布將改編成動畫，於2021年7月至9月播放全12集電視動畫系列。2022年9月22日宣佈將會製作第2季，2024年1月播出。

### 製作團隊
- 原作：[11]
- 原作插畫：[11]
- 漫畫：[11]
- 導演：石平信司[11]
- 系列構成、劇本：豬原健太[11]
- 人物設定：鈴木幸江[11]
- 音樂：高梨康治[11]
- 動畫制作：C2C[11]

### 主題歌曲
第1期
片頭曲
主唱、作詞、作曲、編曲：syudou
片尾曲

第1話，主唱：深澄真（花江夏樹）、編曲：Johannes Nilsson。
第4話，主唱：巴（佐倉綾音）・澪（鬼頭明里）、編曲：高梨康治。

主唱：Ezoshika Gourmet Club。作詞・作曲：池澤英。
第2期
片頭曲
（第1～8、10～12話）
主唱、作詞、作曲、編曲：須田景凪。
第9話未使用。

主唱、作詞、作曲、編曲：syudou。
片尾曲
「My Factor」（第2～12話）
主唱：伊東健人，作詞：常樂寺澪，作曲：石黑剛、常樂寺澪，編曲：石黑剛。
（第13～19話）
主唱：前田佳織里，作詞、作曲：田仲圭太，編曲：TOPICS.LAB。

第1話，主唱：深澄真（花江夏樹）、識（津田健次郎）
第20話，主唱：巴（佐倉綾音）、澪（鬼頭明里）
作詞：山上路夫，作曲：木下忠司，編曲：Johannes Nilsson。

### 各話列表
| 話數       | 日文標題 | 中文標題               | 劇本     | 分鏡     | 演出            | 作畫監督 | 總作畫監督                   | 改編原作      | 首播日期      |
| 第1季      | 第1季    | 第1季                  | 第1季    | 第1季    | 第1季           | 第1季 | 第1季                        | 第1季         | 第1季         |
| ---------- | -------- | ---------------------- | -------- | -------- | --------------- | --- | ---------------------------- | ------------- | ------------- |
| 第一夜     |          | 勇者…喪失資格          | 豬原健太 | 石平信司 | 清水一伸        | 北尾勝 | 鈴木幸江                     | 第一卷        | 2021年 7月7日 |
| 第二夜     |          | 災難的黑蜘蛛           | 豬原健太 | 石平信司 | 鈴木勇士        | 壽惠理子 | 鈴木幸江 中村佑美子          | 第一卷        | 7月14日       |
| 第三夜     |          | 人族驚恐               | 豬原健太 | 石平信司 | 辻橋綾佳        | 門智明、今田茜、上西麻耶 壽惠理子、森田實、服部益實                                                               | 鈴木幸江                     | 第一卷        | 7月21日       |
| 第四夜     |          | 後續的祭典             | 豬原健太 | 石平信司 | 大木比呂        | 中村佑美子、壽惠理子、大島貞生 高木有詩、重松晉一                                                                 | 中村佑美子                   | 第一卷        | 7月28日       |
| 第五夜     |          | 貪婪的馬車之旅         | 豬原健太 | 石平信司 | 秦義人          | 邱明哲、桝井一平、鈴木伸一 山本徑子、壽惠理子                                                                     | 鈴木幸江                     | 第二卷        | 8月4日        |
| 第六夜     |          | 帥氣中年人的憂鬱       | 豬原健太 | 石平信司 | 清水一伸        | 吉田肇、上西麻耶、中尾彩香 重松晉一、二宮奈那子、壽惠理子                                                         | 中村佑美子                   | 第二卷        | 8月11日       |
| 第七夜     |          | 煉製秘藥               | 豬原健太 | 石平信司 | 小野田雄亮      | 中谷藍、高橋恒星 德倉榮一、壽惠理子                                                                               | 鈴木幸江                     | 第二卷        | 8月18日       |
| 第八夜     |          | 亞空排名               | 豬原健太 | 石平信司 | 鈴木勇士        | 工藤糸織、上西麻耶、今田茜 齊藤溫子、壽惠理子                                                                     | 佐藤道雄                     | 第二卷 第三卷 | 8月25日       |
| 第九夜     |          | 不是吃就是被吃         | 豬原健太 | 石平信司 | 宇和野步        | 二宮奈那子、吉田肇、吉田巧介 中尾和麻、中尾彩香、河野繪美 小田武士、松尾信之、佐藤拓哉 陳斯琪、橫山友紀、森田裕之 | 中村佑美子                   | 第三卷        | 9月1日        |
| 第十夜     |          | 鬼隱居的村落           | 豬原健太 | 石平信司 | 辻橋綾佳        | 壽惠理子、齋藤溫子 工藤糸織、吉田隆也                                                                             | 鈴木幸江                     | 第三卷        | 9月8日        |
| 第十一夜   |          | 再見了                 | 豬原健太 | 石平信司 | 大木比呂        | 大木比呂、上西麻耶、二宮奈那子 吉田肇、沼田廣、重松晉一 周昊、千葉茂、壽惠理子 桑原良介、齋藤溫子、光之園動畫     | 小田武士                     | 第三卷 第四卷 | 9月15日       |
| 第十二夜   |          | 月光下的…              | 豬原健太 | 石平信司 | 清水一伸        | 齋藤溫子、工藤糸織、北尾勝 古東徹也、壽惠理子、大木比呂 中西修史、中村佑美子、鈴木幸江 太田彬彥、松本弘、未來動畫 | 鈴木幸江 中村佑美子          | 第四卷        | 9月22日       |
| 第2季      |          |                        |          |          |                 | |                              |               |               |
| 第一夜     |          | 咦？荒城之月？         | 豬原健太 | 石平信司 | 清水一伸        | 小淵陽介、冷水由紀繪                                                                                              | 鈴木幸江                     |               | 2024年 1月8日 |
| 第二夜     |          | 兩位勇者是俊男美女     | 豬原健太 | 石平信司 | 野上良之 清水桃 | 南翔太、村上雄、吉元美紀 熊谷勝弘、河野真也、北原里美                                                             | 鈴木幸江                     |               | 1月15日       |
| 第三夜     |          | 史戴拉大戰             | 豬原健太 | 石平信司 | 櫻美勝志        | 木本茂樹、佐野遙、長塚幸惠 河野真也、小淵陽介                                                                     | 鈴木幸江                     |               | 1月22日       |
| 第四夜     |          | 我為什麼會變成老師！？ | 豬原健太 | 石平信司 | 森義博          | 南翔太、中島駿、山内則康                                                                                          | 佐野遙 冷水由紀繪            |               | 1月29日       |
| 第五夜     |          | 那我要開始上課了       | 豬原健太 | 石平信司 | 野上良之 清水桃 | 長崎千穗、津畑春香 上田峰子、小淵陽介                                                                             | 長塚幸惠 冷水由紀繪          |               | 2月5日        |
| 第六夜     |          | 朝三星級主廚邁進       | 豬原健太 | 石平信司 | 上田茂          | 上田峰子、河野真也、中島駿                                                                                        | 鈴木幸江                     |               | 2月12日       |
| 第七夜     |          | 新成員選拔             | 豬原健太 | 石平信司 | 小野田雄亮      | 佐野遙、長塚幸惠                                                                                                  | 佐野遙                       |               | 2月19日       |
| 第八夜     |          | 風評不好的美女姐妹     | 豬原健太 | 石平信司 | 櫻美勝志        | 長崎千穗、小渕陽介                                                                                                | 長塚幸惠                     |               | 2月26日       |
| 第九夜     |          | 變態龍                 | 豬原健太 | 石平信司 | 森義博          | 高橋美佳、山內則康                                                                                                | 冷水由紀繪                   |               | 3月4日        |
| 第十夜     |          | 來進行改革事業吧       | 豬原健太 | 石平信司 | 野上良之 清水桃 | 坂本哲也、篠原佐代子、田中愛美 橋詰力、福本佳菜繪                                                                 | 鈴木幸江                     |               | 3月11日       |
| 第十一夜   |          | 成長之夏 新招之夏      | 豬原健太 | 石平信司 | 清水一伸        | 佐野遙、木本茂樹、熊谷勝弘 西村彩、長塚幸惠                                                                       | 長塚幸惠                     |               | 3月18日       |
| 第十二夜   |          | 巨獸來襲               | 豬原健太 | 石平信司 | 上田茂          | 吉元美紀、北原里美、中島駿                                                                                        | 鈴木幸江                     |               | 3月25日       |
| 第十三夜   |          | 校慶好忙碌             | 豬原健太 | 樱美胜志 | 樱美胜志        | 河野真也、上田峰子 小渊阳介、长崎千穗                                                                             | 佐野遥                       |               | 4月1日        |
| 第十四夜   |          | 社交界真棘手           | 豬原健太 | 石平信司 | 森義博          | 木本茂樹、冷水由紀繪、山內則康                                                                                    | 冷水由紀繪                   |               | 4月8日        |
| 第十五夜   |          | 競技大賽 戰況激烈      | 豬原健太 | 野上良之 | 野上良之 清水桃 | 西村彩、北原里美 熊谷勝弘、鈴木幸江                                                                               | 鈴木幸江                     |               | 4月15日       |
| 第十六夜   |          | 某個學生的秘密         | 豬原健太 | 石平信司 | 小野田雄亮      | 長塚幸惠、河野真也 小淵陽介、上田峰子                                                                             | 鈴木幸江 佐野遙 長崎千穗     |               | 4月22日       |
| 第十七夜   |          | 變異體之亂             | 豬原健太 | 樱美胜志 | 樱美胜志 清水桃 | 冷水由紀繪、長崎千穗 佐野遙、北原里美                                                                             | 佐野遙                       |               | 4月29日       |
| 第十八夜   |          | 學園都市的崩壞         | 豬原健太 | 渡部穩寬 | 清水一伸        | 熊谷勝弘、河野真也 小淵陽介、西村美妃                                                                             | 鈴木幸江                     |               | 5月6日        |
| 第十九夜   |          | 暴坊商人               | 豬原健太 | 野上良之 | 野上良之 清水桃 | 長塚幸惠、西村彩、長崎千穗                                                                                        | 冷水由紀繪 鈴木幸江          |               | 5月13日       |
| 第二十夜   |          | 令人憎恨的混蛋         | 豬原健太 | 石平信司 | 森義博          | 上田峰子、小淵陽介 佐野遙、山内則康                                                                               | 佐野遙                       |               | 5月20日       |
| 第二十一夜 |          | 勇者奮戰               | 豬原健太 | 石平信司 | 上田茂          | 熊谷勝弘、河野眞也 工藤公聖、中島駿、長塚幸惠                                                                     | 鈴木幸江                     |               | 5月27日       |
| 第二十二夜 |          | 戰鬥吧 英雄！          | 豬原健太 | 石平信司 | 小野田雄亮      | 上田峰子、長崎千穗 冷水由紀繪                                                                                     | 鈴木幸江 冷水由紀繪 長崎千穗 |               | 6月3日        |
| 第二十三夜 |          | 宿敵復仇戰             | 豬原健太 | 野上良之 | 野上良之 清水桃 | 河野真也、長塚幸惠、武志鵬                                                                                        | 鈴木幸江 佐野遙 長崎千穗     |               | 6月10日       |
| 第二十四夜 |          | 魔人對抗龍人           | 豬原健太 | 石平信司 | 樱美胜志        | 上田峰子、小渕陽介 中島駿、工藤公聖、佐野遙                                                                       | 鈴木幸江 佐野遙 長崎千穗     |               | 6月17日       |
| 第二十五夜 |          | 月下慶典               | 豬原健太 | 石平信司 | 清水一伸        | 河野真也、吉元美紀 北原里美、佐野遙、                                                                             | 鈴木幸江 佐野遙 冷水由紀繪   |               | 6月24日       |

### 藍光版
| 卷數  | 發行日期       | 收錄話數             | 規格編號  | 登場人物                     |
| 第1季 | 第1季          | 第1季                | 第1季     | 第1季                        |
| ----- | -------------- | -------------------- | --------- | ---------------------------- |
| 1     | 2021年10月27日 | 第一話－第三話       | DMPXA-209 | 深澄真＆巴＆澪               |
| 2     | 2021年11月24日 | 第四話－第六話       | DMPXA-210 | 巴                           |
| 3     | 2021年12月22日 | 第七話－第九話       | DMPXA-211 | 澪                           |
| 4     | 2022年1月26日  | 第十話－第十二話     | DMPXA-212 | 深澄真                       |
| 第2季 |                |                      |           |                              |
| 1     | 2024年4月24日  | 第一話－第六話       | DMPXA-367 | 深澄真＆識                   |
| 2     | 2024年5月29日  | 第七話－第十二話     | DMPXA-368 | 音無響＆岩橋智樹             |
| 3     | 2024年7月31日  | 第十三話－第十八話   | DMPXA-373 | 尤諾·連布蘭多＆希芙·連布蘭多 |
| 4     | 2024年8月28日  | 第十九話－第二十五話 | DMPXA-374 | 巴＆澪                       |

### 播放電視台
日本深夜動畫：下文記載的日本国内播放時間使用日本標準時間（UTC+9）表示。因為部分時間标识會採用30小时制，因此請留意这类超过24:00的时间，其實際播放時間為翌日清晨。
| 播放地區   | 播放電視台 | 播放日期 | 播放時間                  | 備註   |
| ---------- | ---------- | -------- | ------------------------- | ------ |
| 東京都     | TOKYO MX   | 2021年－ | 星期三 23時00分－23時30分 |        |
| 近畿廣域區 | 每日放送   | 2021年－ | 星期四 26時30分－27時00分 |        |
|            | AT-X       | 2021年－ | 星期五 22時00分－22時30分 |        |
|            | J：テレ    | 2021年－ | 星期五 25時00分－25時30分 |        |
| 全國放送   | BS日本     | 2021年－ | 星期三 24時00分－24時30分 | BS放送 |

| 播放日期              | 播放時間（UTC+9）        | 播放電視台 | 播放地區 | 備註                  |
| --------------------- | ------------------------ | ---------- | -------- | --------------------- |
| 2022年6月3日－6月14日 | 星期一至日 23:30 - 00:30 | Animax     | 亞洲地區 | 國日雙語播出 連播兩集 |

## 評價
《月光下的異世界之旅》得到AlphaPolis公司舉辦的「第五回奇幻小說大獎」的讀者獎。
截至2021年7月，系列累積發行超過200萬本。電視動畫第1季創下日本電視台動畫史上最高海外營收紀錄。
改編漫畫在2024「BookLive!讀者票選」的「讀者票選推薦最佳100部異世界漫畫」的排行榜中，位居少年漫畫·青年漫畫的第12名。

### 註解
1. ↑  三尊神明一起去找女神。
2. ↑  參見「小說線上書籍版8巻」內的附圖。
3. ↑  舊版小說Web版的首都名稱是「阿斯達（アスタ）」。
4. ↑  按照正統日文是讀作。
5. ↑  亞空的英文之前被錯讀成「Asora」（來源： （页面存档备份，存于），但因為用的太久，所以也就被當作Akū的同義詞了。
6. ↑  冒險者卡片是秘銀製的，秘銀跟莫里亞銀兩者完全不同，所以不會有人特意破壞冒險者卡片，拿去轉製成魔銀幣。

### 來源
1. 1 2  . ORICON NEWS. 2021-09-22  [2024-01-16]. （原始内容存档于2021-09-23） （日语）.
2. ↑  .   [2024-01-16]. （原始内容存档于2021-10-27） （日语）.
3. ↑  .   [2024-01-16]. （原始内容存档于2021-08-26） （日语）.
4. ↑   .   [2024-01-16]. （原始内容存档于2021-10-27） （日语）.
5. ↑  .   [2024-01-16]. （原始内容存档于2021-11-10） （日语）.
6. ↑  . 2016-06-04  [2024-01-16]. （原始内容存档于2024-01-16） （日语）.
7. ↑  . 2016-08-31  [2024-01-16]. （原始内容存档于2024-01-16） （日语）.
8. ↑  .   [2024-01-28]. （原始内容存档于2024-01-28）.
9. ↑  長鴻出版社. . 長鴻出版社.   [2024-06-25]. （原始内容存档于2021-01-29） （中文（臺灣））.
10. ↑  長鴻出版社. . 長鴻出版社.   [2024-06-25]. （原始内容存档于2021-01-29） （中文（臺灣））.
11. 1 2 3 4 5 6 7 8 9  . アニメイトタイムズ. 2020-10-20  [2024-01-16]. （原始内容存档于2020-11-24） （日语）.
12. ↑  . アニメ！アニメ！. 2020-10-20  [2024-01-16]. （原始内容存档于2020-11-01） （日语）.
13. ↑  . TVアニメ『月が導く異世界道中』. 2021-09-22  [2024-01-16]. （原始内容存档于2021-10-20） （日语）.
14. ↑  . TVアニメ『月が導く異世界道中』.   [2024-01-16]. （原始内容存档于2021-09-05）.
15. ↑  . TVアニメ『月が導く異世界道中』.   [2024-01-16]. （原始内容存档于2021-06-20）.
16. ↑  . TVアニメ『月が導く異世界道中　第二幕』. 2024-02-24  [2024-02-24]. （原始内容存档于2024-04-15）.
17. ↑  . TVアニメ『月が導く異世界道中　第二幕』. 2024-03-25  [2024-03-26]. （原始内容存档于2024-06-01）.
18. ↑  . 月光下的異世界之旅製作委員會.   [2024-01-16]. （原始内容存档于2022-06-18） （日语）.
19. ↑  .   [2024-01-16]. （原始内容存档于2016-10-23） （日语）.
20. ↑   (PDF). 日本電視控股. 2021-07-30  [2024-01-16]. （原始内容存档 (PDF)于2021-08-13） （日语）.
21. ↑  . 2024-08-30  [2024-12-10]. （原始内容存档于2024-08-30） （日语）.

## 外部連結
- 小說官方網站 （页面存档备份，存于）（日語）
- 漫畫官方網站 （页面存档备份，存于）（日語）
- 新版Web小說網站 （页面存档备份，存于）（日語）
- 新版Web小說網站extra故事集  （页面存档备份，存于）（日語）
- 舊版Web小說網站[]（日語）（已刪除）
- 電視動畫官方網站（日語）
- 電視動畫的X（前Twitter）（日語）
- 電視動畫第1集 （页面存档备份，存于） - YouTube（日語）